# Адальвин
Адальви́н (нем. Adalwin) (умер, предположительно, 14 мая 873) — архиепископ Зальцбургский (859—873), аббат зальцбургского монастыря Святого Петра.

## Биография
Анналы зальцбургского монастыря свидетельствуют о нетерпимом к инакомыслию, миссионерском характере Адальвина до его вступления на кафедру. В 860 году в Риме он получил из рук папы Николая I паллий — знак особого папского доверия, тогда же получил поддержку и короля Восточно-Франкского государства Людовика II Немецкого. Адальвин посвятил жизнь обращению в католичество западных славян в Каринтии, Паннонии и Великой Моравии. Миссионерство Адальвина следовало по следам войск Людовика, захвативших к 870 году всю Великую Моравию, и Людовиком же финансировалось за счёт захваченных земель и прочих бенефиций.
Адальвин был непримиримым противником миссионерской деятельности святых Кирилла и Мефодия, в особенности после того, как папа Адриан II назначил Мефодия архиепископом Великоморавским и Паннонским. После этого назначения архиепископом Зальцбурга вместо Лиупрама, Адальвин и епископ Пассау Эманрих захватили Мефодия и продержали его в заточении три с половиной года. Мефодий был освобождён только после вмешательства преемника Адриана, папы Иоанна VIII в 873 году.
В католическом календаре день Адальвина празднуется 26 мая.